# Lycée français international de Kyoto

Ancien logo LFIK

Le lycée français international de Kyoto (LFIK) (京都国際フランス学園, Kyōto kokusai Furansu gakuen) est un établissement scolaire de droit privé fondé et géré par un groupement de parents d'élèves (l'APEK) et conventionné par l'Agence pour l'enseignement français à l'étranger.
Situé dans le quartier Yurin, près de la gare de Kyoto, le lycée français international de Kyoto fournit un enseignement conforme aux programmes français de la maternelle à la terminale sous la direction de Boris Colin.
Le lycée français international de Kyoto est un établissement reconnu par le ministère de l’Éducation Nationale.
En 2017, le LFK devient LFIK, lycée français international de Kyoto. Il accueille environ 170 élèves.
Le LFIK 2024-2025 en quelques chiffres :
- plus de 30 nationalités différentes représentées ;
- 267 élèves inscrits de la maternelle à la terminale ;
- 35 professeurs pour un total de 60 personnels ;
- 100% d'admis au baccalauréat 2024 (et depuis 2017)
- plus de 25 activités périscolaires ;

## Parcours de langues
Deux parcours de langues sont proposés aux familles : anglais ou japonais. Chaque parcours vise à renforcer l'apprentissage et la maîtrise de la langue choisie en proposant un volume d'heures de pratique complémentaire aux heures réglementaires et des cours de matières du programme français enseignées en langues étrangères. Les parcours sont mis en place dès la maternelle et constituent un système progressif, avec un volume hebdomadaire adapté à chaque tranche d'âge (de plus 30 minutes à plus 4h de langues hebdomadaires). 
Les langues enseignées au secondaire sont l'anglais, le japonais, l'espagnol et l'allemand.

## Plan spécifique d'accueil pour les non-francophones
Le dispositif de cours de Français Langue de Scolarisation (FLSco) répond aux besoins des élèves non francophones qui découvrent la langue ou en ont une maîtrise partielle, afin que chacun reçoive l'accompagnement nécessaire à une scolarité épanouie. Pour chaque enfant concerné, un volume horaire hebdomadaire adapté est défini et mis en place en concertation avec ses parents. Les volumes horaires hebdomadaires sont adaptés au cas par cas et sont évolutifs en fonction des progrès de l'élève. 

## Activités périscolaires
Une large gamme d'activités est proposée les midis ou après les cours, pour toutes les tranches d'âge. L'offre des activités périscolaires (APS) est renouvelée chaque année et comprend notamment des sports et des arts martiaux, des activités artistiques, manuelles et corporelles : théâtre, football, couture, aïkido, arts&crafts, guitare, boxe, danse, baby gym, magie... 
Des APS d'anglais et de japonais, accessibles quel que soit le parcours de langues choisi, viennent également renforcer la pratique des langues. 
Pendant les vacances scolaires, un centre de loisirs est ouvert pour les élèves de la maternelle à la 6e. Activités sportives, loisirs créatifs, jeux, ateliers cuisine ou sorties.

## Ancien nom du lycée
École française du Kansai ou EFK ; 関西フランス学院 Kansai Furansu Gakuin